# Эхоконференция
Эхоконфере́нция (жарг. эха, эхехеха) — электронная доска объявлений, форма общения в сети Фидонет, разновидность телеконференций. По своему внешнему виду и функциональным возможностям, социальному составу и т. д. напоминает группу новостей в сети Интернет, однако использует совсем другие средства доставки — эхобон, построенный по принципам FTN.
Разновидностью эхоконференции является файл-эхоконференция (фэха), предназначенная исключительно для передачи двоичных файлов.
Наиболее близким аналогом эхоконференций являются группы новостей — в том виде, как они были приняты в сети Usenet. Функциональным аналогом файл-эхоконференции (но с трафиком, бо́льшим на несколько порядков) являются группы иерархии alt.binaries.

## Технические свойства
У каждой эхи есть своё уникальное имя. Название большинства русскоязычных эх состоит из префикса области распространения (города или страны; например, SPB, MO, KIEV, RU, SU) и одного или нескольких слов, отражающих тематику эхи. Поля обычно разделяются точкой (например, SPB.LEEI или RU.ANEKDOT). Эти правила не обязательны, из них существуют исключения — например, русскоязычная эха HUMOR.FILTERED.
В англоязычных частях сети слова в названиях конференций обычно разделяются символами подчёркивания (что с технической точки зрения является таким же допустимым символом, как буква или точка) и не имеют префиксов — например, ASCII_ART.
Изначально эха находится на какой-либо определённой ноде, и если подписчиком этой эхи не является аплинк этой ноды (узел, которому нода раздаёт свои эхи для дальнейшей их раздачи по Фидонету; чаще всего таким узлом является какой-нибудь хаб), тогда сообщения эхи могут читать лишь поинты и линки этой ноды и такую эху называют локальной эхой (или просто локалкой). Как только сообщения эхи начинают поступать на аплинка и её подписчиками уже являются другие ноды и их линки и поинты, эха обретает более или менее глобальное хождение.

## Правила эх и модерирование
Если глобальная эха является тематической, то в ней обычно существуют некоторые правила поведения (обычно явно прописанные в виде некоторого документа), а также есть назначенный (или выбранный) человек, следящий за соблюдением этих правил, — модератор. Также у модератора часто есть помощники — комодераторы.
Эхи, где есть легитимный модератор, называются модерируемыми и могут быть приняты на бекбон (англ. backbone, «хребет»; другое название — эхобон) — условное виртуальное пространство, физическим воплощением которого является файл со списком эх, помещённых на бекбон, и данными модератора (фидошное имя, адрес, название станции). Эхи, принятые на бекбон R50, считаются бонными, а их модераторы признаются официально утверждёнными координатором региона. В случае злостного нарушения правил это даёт модератору право требовать от узлов сети, предоставляющих доступ к эхе, технического отключения нарушителя.
Любого подписчика, нарушившего правила, модератор может предупредить, «наградить» (в эхах с русскоязычными и т. п. модераторами) или отключить. Слово «наградить» написано в кавычках, так как никаких общепринятых поощрений в Фидо не существует, а под «наградами» понимаются разные степени предупреждения, выраженные в особой комбинации символов. Обычно используются следующие символы:
- [*] — негрубое нарушение с малым сроком действия, неформальное название — «звезда»;
- [+] — серьёзное нарушение, срок действия — дольше, неформальное название — «плюс». Также часто принято, что если человек во время «действия» звезды получил ещё одну, а за время действия уже второй — третью, то ему автоматически выставляется плюс. Как ни странно, но эта награда в Фидо наиболее часто употребима, поэтому в Фидо даже возникло некое мифическое оружие модератора — плюсомёт;
- [!] — очень серьёзное нарушение правил; подписчик, получивший эту «награду», не имеет права писать в конференцию в течение какого-то срока (как говорят, поставлен в р/о, от англ. r/o — read only). Аналогично плюсу «кол» может быть образован путём «сложения» трёх плюсов.

Реже используется:
- [ ] — «устное предупреждение», не имеет срока действия.

В случае принятия модератором (или комодератором) решения о выставлении награды соответствующее письмо помещается в эху, а также нетмейлом уходит к нарушителю и его аплинку.
В случае если эха небонная и немодерируемая, то «награды» подписчикам никто не раздаёт, даже если он всех очень сильно раздражает. В этом случае есть два способа: либо настроить на этого подписчика твит, тогда все письма, посланные подписчиком в эху, не будут отображаться программой; либо же, если есть уверенность, что подписчик раздражает большую часть конференции, — пожаловаться его аплинку, ну а если подписчик к тому же грубо нарушает полиси (Устав сети) — пожаловаться координатору, или, как говорят, написать комплейн (англ. complaint, жалоба). Однако совершенно не факт, что жалобы приведут к чему-либо хорошему.